# Anupgarh
Anupgarh là một thành phố và khu đô thị của quận Ganganagar thuộc bang Rajasthan, Ấn Độ.

## Địa lý
Anupgarh có vị trí 29°11′B 73°13′Đ / 29,19°B 73,21°Đ Nó có độ cao trung bình là 155 mét (508 feet).

## Nhân khẩu
Theo điều tra dân số năm 2001 của Ấn Độ, Anupgarh có dân số 29.548 người. Phái nam chiếm 54% tổng số dân và phái nữ chiếm 46%. Anupgarh có tỷ lệ 61% biết đọc biết viết, cao hơn tỷ lệ trung bình toàn quốc là 59,5%: tỷ lệ cho phái nam là 67%, và tỷ lệ cho phái nữ là 54%. Tại Anupgarh, 16% dân số nhỏ hơn 6 tuổi.